# عبد اللطيف عبد القادر أبو حجلة
عبد اللطيف عبد القادر عثمان أبو حجلة (أبو جعفر؛ 1930 – 25 أبريل 2013) سياسي ودبلوماسي فلسطيني، كان مديرًا لمكتب ممثلية منظمة التحرير الفلسطينية لدى السودان بين عامي 1968 و1973، ومديرًا عامًا للدائرة السياسية بمنظمة التحرير الفلسطينية بين عامي 1982 و2009، وهو عضو في المجلس الوطني الفلسطيني والمجلس المركزي الفلسطيني.

## سيرته
وُلد عبد اللطيف عبد القادر عثمان أبو حجلة في بلدة دير استيا في محافظة سلفيت عام 1930. أنهى تعليمه الثانوي في مدينة نابلس، ثم التحق بالجامعة الأمريكية في بيروت.
عمل في إذاعة صوت فلسطين بالقدس، واختير عضوًا في المجلس الوطني الفلسطيني الأول الذي عقد في مدينة القدس عام 1964. شغل منصب سفير منظمة التحرير الفلسطينية في السودان منذ عام 1968 وحتى عام 1973، ثم مديرًا عامًا للدائرة السياسية بمنظمة التحرير الفلسطينية منذ عام 1982 وحتى إنهاء خدماته منها عام 2009. كما كان عضوًا في المجلس المركزي الفلسطيني.

## وفاته
توفي بتاريخ 25 أبريل 2013 في إحدى مستشفيات تونس، ودفن في مقبرة فلسطين في مدينة حمام الأنف التونسية بجنازة رسمية، ونعى رئيس دولة فلسطين محمود عباس أبو حجلة.